# Nadia Sharmeen
Nadia Sharmeen är en bangladeshisk journalist.
Sharmeen började sin bana som journalist 2009 då hon gick med i Bangladesh Press Corp. Hon fokuserade på att bevaka brott och kriminalitet.
2013 bevakade Sharmeen en demonstration som hölls av Hefazat-e-Islam-aktivister som krävde strängare regler gällande kvinnor och ateister. Demonstranterna började även attackera kvinnor som inte bar slöja, något som även drabbade Sharmeen själv.
Sharmeen blev svårt skadad, men överlevde. Hennes arbetsgivare ville inte ge henne nya uppdrag eller hjälpa henne med sjukhusräkningarna som följde och till slut fick Sharmeen sluta som journalist vid Ekushey Television. 
År 2015 tilldelades Nadia Sharmeen International Women of Courage Award och har sen attacken fortsatt sitt arbete som journalist vid en annan tv-kanal i Bangladesh.